# Emberiza fucata

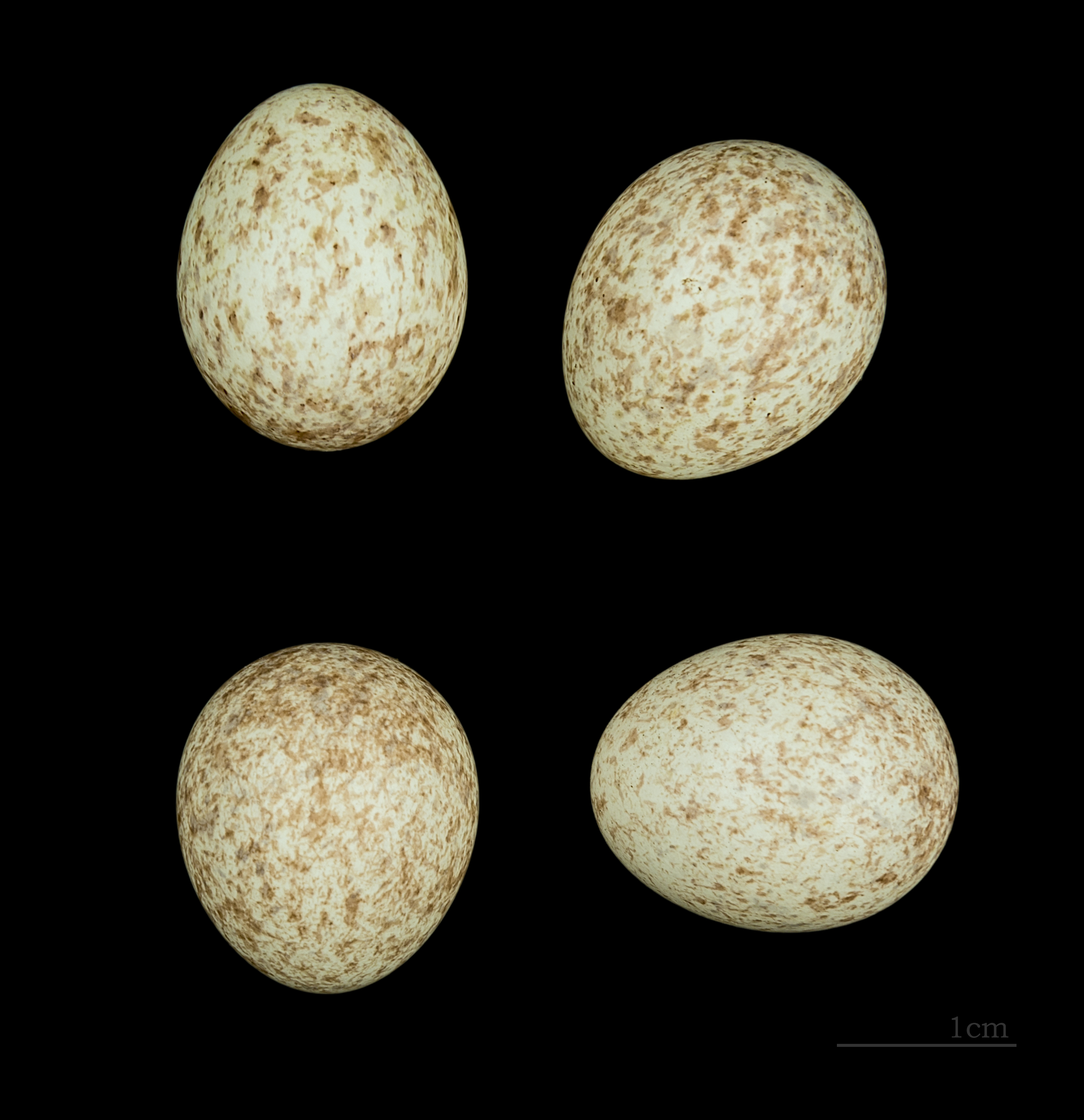
Huevos de Emberiza fucata (en el MHNT).

El escribano orejudo (Emberiza fucata), también conocido como escribano de capucha gris, es una especie de ave paseriforme de la familia Emberizidae propia de Asia.

## Descripción
La especie llega a medir 15 a 16 cm de longitud. El plumaje es predominantemente marrón con rayas oscuras. El macho tiene un píleo y nuca grisáceos con rayas oscuras, coberteras de los oídos color castaño y franjas negras y castaño de todo el pecho. Hay un parche rojizo sobre los hombros, y la cola también es rojiza. Las hembras son similares a los machos pero más pálidas con un patrón de cabeza más distinto y el pecho menos claro. Las aves que pasan su primer invierno son más claras pero muestran coberteras de oídos muy marrones y tienen un evidente anillo alrededor del ojo.
Su voz es similar al escribano rústico (Emberiza rustica) pero más tranquilo. La canto es un gorjeo rápido que comienza con notas staccato y luego acelera antes de terminar con dos o tres distintivas notas. El llamado es un «pzick» explosivo.

## Distribución y hábitat
Se encuentra en el este de Asia y el Himalaya. Es una especie parcialmente migratioria que cría en el Himalaya y sus estribaciones orientales, el noreste de China, el sudeste de Siberia, Corea y el norte de Japón. Las poblacionones más septentionales  migran hacia el sur para pasar el invierno en el sur de Japón, el sur de China, Taiwán, el noreste de la India y el Sudeste Asiático. La especie se ha registrado como divabante en Kazajistán. Sus hábitats preferidos incluyen matorrales, campos abiertos y praderas.

## Reproducción
Construyen un nido en forma de cuenco a nivel del suelo o bajo un arbusto. La hembra pone de tres a seis huevos (o también cuatro). Estos son de color blanquecino con manchas de color marrón rojizo y se incuban durante doce días. La época de reproducción es variable, con una duración desde mayo hasta agosto en la India, mayo a julio en Honshū y de junio a agosto en Hokkaidō.

## Subespecies
Hay tres subespecies. La subespecie nominal, E. f. fucata, ocupa la parte norte de la distribución. E. f. arcuata se encuentra en la cordillera del Himalaya y al sudoeste y partes centrales de China; es más oscuro con franjas en el pecho más amplias. La tercera subespecie, E. f. kuatunensis, vive en el sureste de China y es más oscura y rojiza por encima con franjas en el pecho estrechas.